# Chynybaï Tursunbekov
Chynybaï Akunovich Tursunbekov (né le 15 octobre 1960 à Jan-Boulak (RSS du Kirghizistan, URSS) et mort le 6 juillet 2020 à Bichkek (Kirghizistan)) est un homme politique kirghiz.

## Biographie

### Formation
Gradué de philologie de l'université d'État du Kirghizistan puis de l'Académie des sciences de la République kirghize où il reçoit un doctorat, Chynybaï Tursunbekov devient éditeur pour la compagnie d'édition Kyrgyzstan. Il enseigne également à son alma mater, l'université d'État du Kirghizistan, où il est régent de la faculté de philologie. Après l'indépendance, il représente plusieurs ministères kirghizes à l'étranger. Ceci le mène à intégrer l'Académie diplomatique du ministère des Affaires étrangères dont il est diplômé en 2004. En parallèle, il poursuit une carrière d'entrepreneur.

### Carrière politique
En 2010, Chynybaï Tursunbekovl est élu pour la première fois député au Conseil suprême, où il siège sous la bannière du Parti social-démocrate. En 2016, le président du parlement, Asylbek Jeenbekov, démissionne de son poste pour éviter un conflit d'intérêts avec son frère, Sooronbay, devenu Premier ministre. Chynybaï Tursunbekov est candidat à sa succession et, le 29 avril 2016, il défait Kanat Isayev et Bakyt Torobaev et accède au poste. Cependant, son mandat est court puisqu'il quitte son poste et est remplacé par Dastan Jumabekov l'année suivante dans le but de « préserver la stabilité du pays ». Néanmoins, cette instabilité se développe entre le président sortant, Almazbek Atambaev, et son successeur, l'ancien Premier ministre et frère du prédécesseur de Tursunbekov Sooronbay Jeenbekov. Malgré sa rétrogradation, Tursunbekov reste au parlement durant la période d’instabilité qui entoure son parti. 

### Mort
Le 6 juillet 2020, Chynybaï Tursunbekov est hospitalisé pour une pneumonie aiguë dans un hôpital de Bichkek. Son test de dépistage du covid-19, qui ravage alors le parlement kirghiz, est négatif. Le lendemain, son décès est annoncé en parallèle de l'annonce de l'infection par cette pandémie de quatre autres députés. Ses funérailles ont lieu le lendemain en présence de l'élite politique du pays. Malgré le résultat négatif de Chynybaï Tursunbekov à la maladie, le Premier ministre, Koubatbek Boronov, fait un lien direct entre le type de pneumonie contraté par Chynybaï Tursunbekov et le virus seulement quelques heures après l'annonce de son décès. Stalbek Moldaliev lui succède comme membre du parlement.